# 64 Angelina
Angelina /ˌændʒəˈliːnə/ (định danh hành tinh vi hình: 64 Angelina) là một tiểu hành tinh có kích thước trung bình ở vành đai chính, có đường kính khoảng 50 km. Noa là một tiểu hành tinh kiểu E bất thường.

## Phát hiện và tên gọi
Angelina được nhà phát hiện nhiều sao chổi Ernst W. Tempel phát hiện ngày 4 tháng 3 năm 1861, và là tiểu hành tinh đầu tiên trong số 5 tiểu hành tinh do ông phát hiện. Nó được đặt theo tên trạm thiên văn ở Marseille, Pháp do Franz Xaver von Zach dựng lên.

## Đặc trưng vật lý
Angelina là tiểu hành tinh kiểu E không phổ biến; Nó là tiểu hành tinh kiểu E lớn thứ ba, sau 44 Nysa và 55 Pandora và có suất phản chiếu đặc biệt cao. Tính đến năm 1991, nó được cho là có bán kính trung bình khoảng 30 km.
Trở lại khi các tiểu hành tinh thường được cho là có suất phản chiếu thấp, Angelina được cho là tiểu hành tinh lớn nhất thuộc kiểu này, nhưng nghiên cứu hiện đại đã chỉ ra rằng đường kính của nó chỉ bằng một phần tư so với những gì được giả định trước đây, một lỗi gây ra bởi độ sáng đặc biệt của nó. Các tính toán truyền thống cho rằng vì Angelina có cấp sao tuyệt đối là 7,7 và suất phản chiếu là 0,15, đường kính của nó sẽ vào khoảng 100 km. Tuy nhiên, lần che khuất năm 2004 cho thấy mặt cắt ngang chỉ 48x53 km. Angelina được quan sát bởi kính viễn vọng vô tuyến Arecibo vào tháng 1 năm 2010.
Các tiểu hành tinh kiểu E toả sáng bất thường khi chúng ở gần vị trí đối diện với Mặt Trời. Hiện tượng này cũng xảy ra với các vệ tinh Io, Ganymede và Europa của Sao Mộc cũng như vệ tinh Iapetus của Sao Thổ.